# دكتور دوب (فلم)
دكتور دوب (بالإنجليزية: The Dop Doctor) والمعروف أيضًا باسمِ درب الحب (بالإنجليزية: The Love Trail) أو الكلب والطفل (بالإنجليزية: The Terrier and the Child) هو فيلم درامي جنوب أفريقي صدر عام 1915/16 من إخراج فريد بول. الفيلمُ مقتبسٌ من كتابٍ بنفس العنوان للمؤلِّف كلوتيلد غريفز. يُصوِّر الفيلم حصار مافيكينج خلال حرب البوير الثانية من خلال سيناريو فتاةٍ يتيمةٍ تحبُّ جنديًا ولكنها متزوجة من طبيب منفي.
يُعرف الفيلم بأنه أول فيلم من جنوب إفريقيا يتمُّ حظره أو مراقبته، حيثُ حظرت حكومة رئيس الوزراء لويس بوثا الفيلم بموجب قانون الدفاع، بدعوى أنّ «الفيلم يصور البوير خطأً على أنهم غشاشون وغيرُ أخلاقيين.»